# Arabikamassivet
Arabikamassivet (georgiska: არაბიკის მასივი, arabikis masivi) är ett bergsmassiv i Georgien. Det ligger i den autonoma republiken Abchazien, i den nordvästra delen av landet. Massivet är en del av Gagrabergen och har en högsta topp på 2 656 meter över havet.
Med sin kalksten är det ett område rikt på karstbildningar. Här finns några av de djupaste kända grottorna i världen, bland annat Verjovkinagrottan och Kruberagrottan.